# Меркулов, Артём Александрович
Артем Александрович Меркулов (род. 21 октября 1990, Мелеуз, Башкортостан) — российский дзюдоист. Входит в сборную России. Мастер спорта России международного класса. Занял 1 место на чемпионате мира в командном первенстве, Корея, Сеул 2015. 1 место на чемпионате Европы по дзюдо, Венгрия 2013, второе место на Чемпионате Европы по дзюдо среди слепых и слабовидящих 2011, Великобритания, Лондон. 1 место на чемпионате России по дзюдо в 2010 и в 2011 году в весовой категории 60 кг. 2 место на чемпионате России по дзюдо в весовой категории 66 кг в 2014 и в 2016 году, 1 место на Кубке России по дзюдо среди инвалидов по зрению 2009, 2010, 2012, 2014.
С 2004 года первый тренер по дзюдо Хайрулин Равиль Хайрулович, ДЮСШ (Мелеуз). С 2008 года — в МБОУ ДОД СДЮСШОР № 6 «Геркулес» (Уфа), тренер — Пегов В. А.